# Injektionsteknik
Injektionsteknik er en dansk dokumentarfilm fra 1980.

## Handling
Filmen viser, hvor og hvordan man skal give injektioner til svin. Der omtales både injektioner med antibiotika, jern og vitaminer. Ligeledes understreges renlighed i forbindelse med opbevaring og brug af medicin og injektionssprøjte.